# Karuppur
Karuppur é uma panchayat (vila) de 14 520 km2 do distrito de Salem, no estado indiano de Tamil Nadu.

## Demografia
Segundo o censo de 2001, Karuppur tinha uma população de 13 003 habitantes. Os indivíduos do sexo masculino constituem 52% da população e os do sexo feminino 48%. Karuppur tem uma taxa de literacia de 60%, superior à média nacional de 59.5%. A literacia do sexo masculino é de 70% e do sexo feminino é de 50%. Em Karuppur, 12% da população está abaixo dos 6 anos de idade.